# Fana IL
Fana IL, Fana Idrettslag – największy klub sportowy w Fanie – dzielnicy miasta Bergen, w Norwegii. Został założony 3 marca 1920. Największą sekcją klubu jest piłkarska.
Sekcje sportowe:
- alpinizm
- biathlon
- bieg na orientację
- gimnastyka
- kolarstwo
- lekkoatletyka
- łyżwiarstwo
- piłka nożna
- piłka ręczna

## Piłka nożna
Drużyna piłkarska Fana Fotball gra obecnie w 2. divisjon, czyli na trzecim szczeblu rozgrywek. Juniorzy zespołu często zdobywają tytuł mistrzów regionu, są też obrońcą tytułu drugiego pod względem wielkości turnieju piłki nożnej w Norwegii – Brann Cup.